# Lug (gmina Derventa)
Lug (cyr. Луг) – wieś w Bośni i Hercegowinie, w Republice Serbskiej, w gminie Derventa. W 2013 roku liczyła 1107 mieszkańców.